# Heptathela
Genre
Heptathela est un genre d'araignées mésothèles de la famille des Liphistiidae.

## Distribution

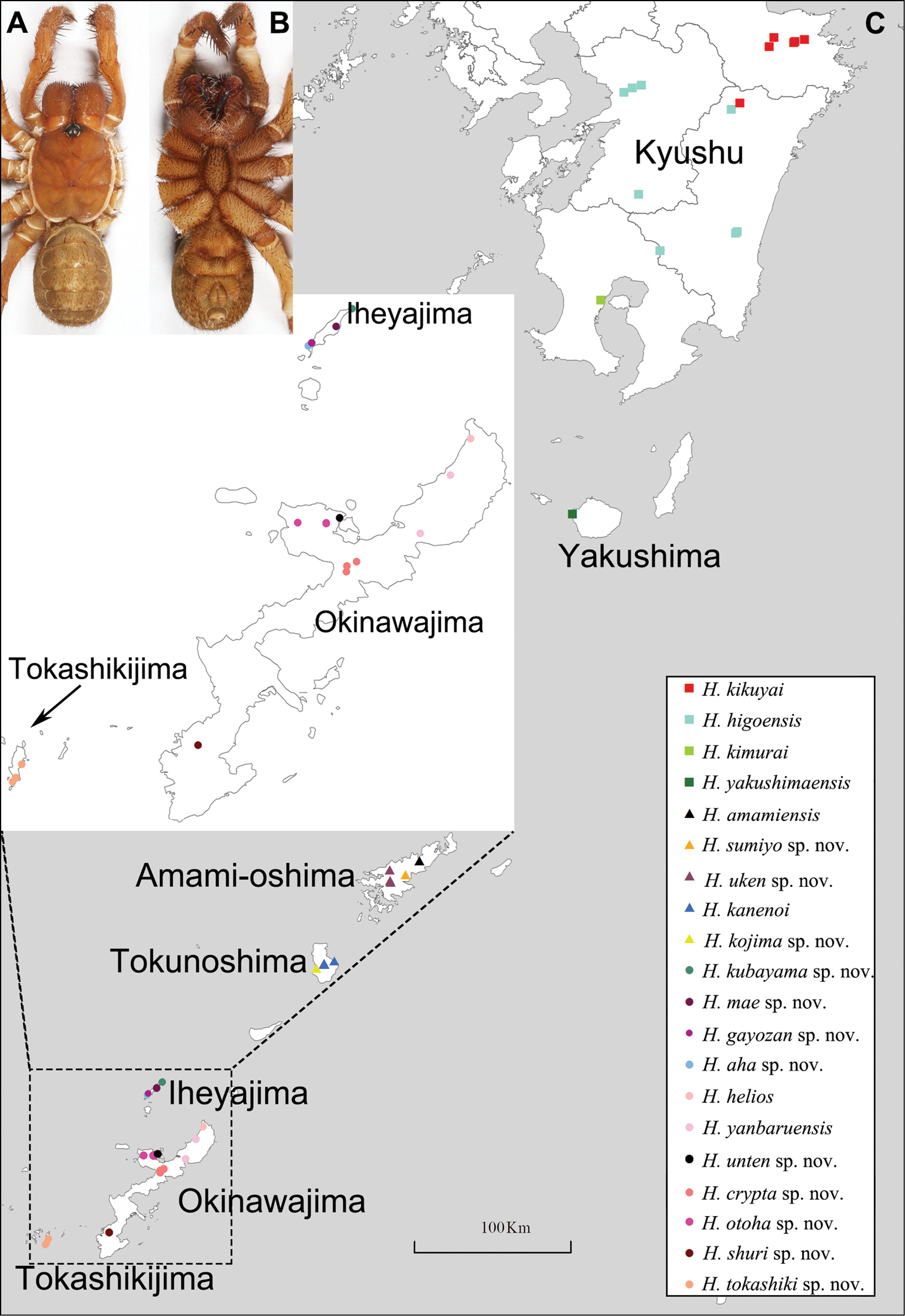
Distribution et Heptathela kimurai

Les espèces de ce genre sont endémiques du Japon.

## Liste des espèces
Selon World Spider Catalog (version 25.0, 19/06/2024) :
- Heptathela aha Xu, Ono, Kuntner, Liu & Li, 2019
- Heptathela amamiensis Haupt, 1983
- Heptathela crypta Xu, Ono, Kuntner, Liu & Li, 2019
- Heptathela gayozan Xu, Ono, Kuntner, Liu & Li, 2019
- Heptathela helios Tanikawa & Miyashita, 2014
- Heptathela higoensis Haupt, 1983
- Heptathela kanenoi Ono, 1996
- Heptathela kikuyai Ono, 1998
- Heptathela kimurai (Kishida, 1920)
- Heptathela kojima Xu, Ono, Kuntner, Liu & Li, 2019
- Heptathela kubayama Xu, Ono, Kuntner, Liu & Li, 2019
- Heptathela mae Xu, Ono, Kuntner, Liu & Li, 2019
- Heptathela otoha Xu, Ono, Kuntner, Liu & Li, 2019
- Heptathela shuri Xu, Ono, Kuntner, Liu & Li, 2019
- Heptathela sumiyo Xu, Ono, Kuntner, Liu & Li, 2019
- Heptathela tokashiki Xu, Ono, Kuntner, Liu & Li, 2019
- Heptathela uken Xu, Ono, Kuntner, Liu & Li, 2019
- Heptathela unten Xu, Ono, Kuntner, Liu & Li, 2019
- Heptathela yakushimaensis Ono, 1998
- Heptathela yanbaruensis Haupt, 1983

## Systématique et taxinomie
Ce genre a été décrit par Kishida en 1923 dans les Liphistiidae. Il est placé dans les Heptathelidae par Petrunkevitch en 1939, dans les Liphistiidae par Raven en 1985puis dans les Heptathelidae par Li en 2022 puis dans les Liphistiidae par Sivayyapram, Kunsete, Xu, Smith, Traiyasut, Deowanish, Li et Warrit en 2024.
Schwendinger et Ono en 2011 avait placé en synonymie Nanthela, Sinothela et Songthela avec Heptathela mais le genre a été démembré par Xu, Liu, Chen, Ono, Li et Kuntner en 2015 puis révisé par Xu, Ono, Kuntner, Liu et Li en 2019.

## Étymologie
Le nom du genre est formé des deux mots grecs hepta (sept) et thèlè (mamelon), ce genre d'araignée possédant sept filières sériciformes.

## Publication originale
- Kishida, 1923 : « Heptathela, a new genus of liphistiid spiders. » Annotationes Zoologicae Japonenses, vol. 10, p. 235-242.